# Rock ’n’ Roll Train
Rock ’n’ Roll Train – singel zespołu rockowego AC/DC, promujący płytę Black Ice, wydany 28 sierpnia 2008.

## Lista utworów
1. „Rock ’n’ Roll Train” – 4:21
2. „War Machine” – 3:09

## Twórcy
- Angus Young – gitara prowadząca
- Malcolm Young – gitara rytmiczna, wokale wspomagające
- Brian Johnson – wokale prowadzące
- Phil Rudd – perkusja
- Cliff Williams – gitara basowa, wokale wspomagające